# Aquilegia nigricans
Aquilegia nigricans е вид растение от семейство Лютикови (Ranunculaceae).

## Разпространение
Разпространен е в Австрия, Босна и Херцеговина, България, Хърватия, Гърция, Унгария, Италия, Северна Македония, Румъния, Сърбия, Словения и Украйна.